# Rhododendron tsariense
Rhododendron tsariense là một loài thực vật có hoa trong họ Thạch nam. Loài này được Cowan miêu tả khoa học đầu tiên năm 1937.